# Moira Stewartová
Moira-Catherine Stewartová (* 9. června 1995 Praha) je česká atletka, běžkyně, která se specializuje na střední a dlouhé tratě.

## Sportovní kariéra
Pochází z česko-skotské běžecké rodiny. Běhá za Spartak Praha 4 a trénuje ji Václav Janoušek. Původně se zaměřovala především na běh na 10 km na dráze. V této disciplíně je sedminásobnou mistryní ČR. V červenci 2019 na Evropském poháru v Londýně zaběhla druhý nejlepší čas české historie 32:57,51 minuty. Dosavadní osobní maximum (Evropský pohár 2018) si vylepšila o více než 43 sekund. Za českým rekordem Aleny Peterkové z roku 2000 zaostala o téměř 30 sekund. V roce 2020 a 2021 si úspěšně odbyla premiéru i v silničních závodech – v půlmaratonu a v maratonu. Při své půlmaratonské premiéře na mistrovství Slovenska v Bratislavě zaběhla čas 1:12:48, čímž se zapsala na 5. místo českých historických tabulek a kvalifikovala se na MS v polské Gdyni. V říjnu 2020 na mistrovství světa v půlmaratonu v Gdyni zaběhla jako nejlepší ze čtyř startujících Češek na 34. místě a výkonem 1:11:08 se přiblížila na sedm sekund českému rekordu Evy Vrabcové Nývltové (v českých historických tabulkách se posunula na 3. místo za Alenu Peterkovou).

## Osobní rekordy
- 10 000 m – 32:08,96 – 28. května 2022, Pacé NR[5]
- půlmaraton – 1:08:44 – 27. října 2024, Valencie NR
- maraton – 2:23:44 – 1. prosince 2024, Valencie NR
- půlmaraton - 1:08:44 - 27. října 2024, Valencie NR[6]